# 6514 Torahiko
6514 Torahiko este un asteroid din centura principală, descoperit pe 25 noiembrie 1987, de Tsutomu Seki.